# Parkinsonförbundet
Parkinsonförbundet grundades 1986 och är en funktionsrättsorganisation med huvudsakligt syfte att förbättra förhållandena för personer med Parkinson och atypisk parkinsonism, och deras anhöriga. Förbundet har ca 9 000 medlemmar som är organiserade i 24 länsföreningar och 40 lokala föreningar över hela landet. Parkinsonförbundet är den enda patientorganisation som uteslutande arbetar för att förbättra villkoren för personer med Parkinsons sjukdom. 
Förbundets medlemstidning Parkinsonjournalen ges ut fyra gånger per år. Förbundet är medlem i Funktionsrätt Sverige
Ordförande i Parkinsonförbundet sedan år 2021 är Eva-Lena Jansson. Generalsekreterare i Parkinsonförbundet sedan år 2021 är Jenny Lundström. 